# Tropikskogssångare
Tropikskogssångare (Setophaga pitiayumi) är en fågel i familjen skogssångare inom ordningen tättingar. Den har en vid utbredning från sydligaste Texas i USA söderut till norra Argentina. Liksom nära släktingen messkogssångaren ses den i högväxta skogar med rik tillgång på epifyter vari den bygger sitt bo.

## Utseende och läte
Tropikskogssångare är likt sin nära släkting en liten skogssångare med spetsig näbb och relativt kort stjärt som ofta hålls rest. Den har även liksom tropikskogssångaren blågrått huvud, svartaktig mask över ögat, grön mantel, orange undre näbbhalva och gul undersida, samt vanligen dubbla vingband. Tropikskogssångare saknar dock messkogssångare karakteristiska vita teckningar kring ögat och hanens mörka halsband. Det gula på undersidan är också mer utbrett. Honan har mindre gult under och inte lika mörk ögonmask som hanen.
Dräkten varierar i färgsättning geografiskt, med sydligare populationer mer orangegula undertill och blåare ovansida med mindre utbrett grönt på manteln. Fåglar i södra Centralamerika och nordvästra Sydamerika har endast ett vingband eller kan sakna det helt.
Lätena liknar messkogssångaren, med huvudsången en stigande serie sträva toner som avslutas vasst. Tropikskogssångare faller dock i tonhöjd på slutet, medan messkogssångaren stiger. Från båda könen hörs vassa och ljusa läten, återgivna som "pit", "sip". "chik" eller "tip".

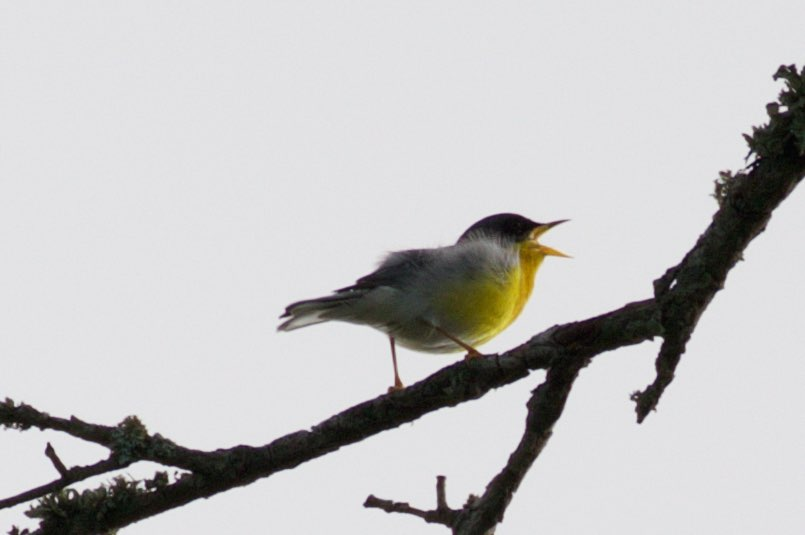
Sjungande tropikskogssångare fotograferad i Texas.

## Utbredning och systematik
Tropikskogssångare har en mycket vid utbredning från sydligaste Texas i USA till norra Argentina. Den delas upp i nio underarter med följande utbredning:
- Setophaga pitiayumi nigrilora – södra Texas (nedre Rio Grande-dalen till östra Coahuila och norra Veracruz
- Setophaga pitiayumi pulchra – Sierra Madre Occidental i nordvästra Mexiko (Sonora till Jalisco)
- Setophaga pitiayumi insularis – ögruppen Islas Marías utanför västra Mexiko och närlliggande Nayarit
- Setophaga pitiayumi graysoni – Socorroön utanför södra Baja California
- Setophaga pitiayumi inornata – södra Mexiko (norrut till södra Veracruz och norra Chiapas) söderut till nordvästra Colombia (Córdoba)
- Setophaga pitiayumi cirrha – ön Coiba (Panama)
- pitiayumi-gruppen
- Setophaga pitiayumi pacifica – Andernas västsida från Colombia till nordvästra Peru samt Andernas östsida från centrala och södra Peru till norra Bolivia
- Setophaga pitiayumi alarum – subtropiska östra Ecuador och norra Peru öster om Anderna (söderut till Huánuco)
- Setophaga pitiayumi pitiayumi – norra Colombia österut till norra Brasilien och östra Bolivia österut till nordöstra Brasilien samt söderut till Uruguay och norra Argentina; även Trinidad and Tobago

Sedan 2016 urskiljer Birdlife International och naturvårdsunionen IUCN graysoni som den egna arten "socorroskogssångare".

Tropikskogssångarens utbredningsområde.

### Släktestillhörighet
Arten placerades tidigare i släktet Parula. DNA-studier visar dock att det släktet är parafyletiskt, där tropikskogssångare och systerarten messkogssångaren ingår i en grupp med skogssångare tidigare i Dendroica. Det gör även rödstjärtad skogssångare (Setophaga ruticilla). Eftersom Setophaga har prioritet före Dendroica inkluderas numera alla Dendroica-arter i Setophaga, samt även tropikskogssångare och messkogssångare.

## Levnadssätt
Tropikskogssångare hittas i skogslandskap med rik tillgång på epifyter, i Texas ofta i områden dominerat av Ulmus crassifolia, Fraxinus berandieriana och Celtis laevigata. I västra Mexiko hittas den även i arida törnskogar och mangroveträsk. I Honduras påträffas den i både öppen  lövskog, högt liggande molnskog och skogar med ek och tall.

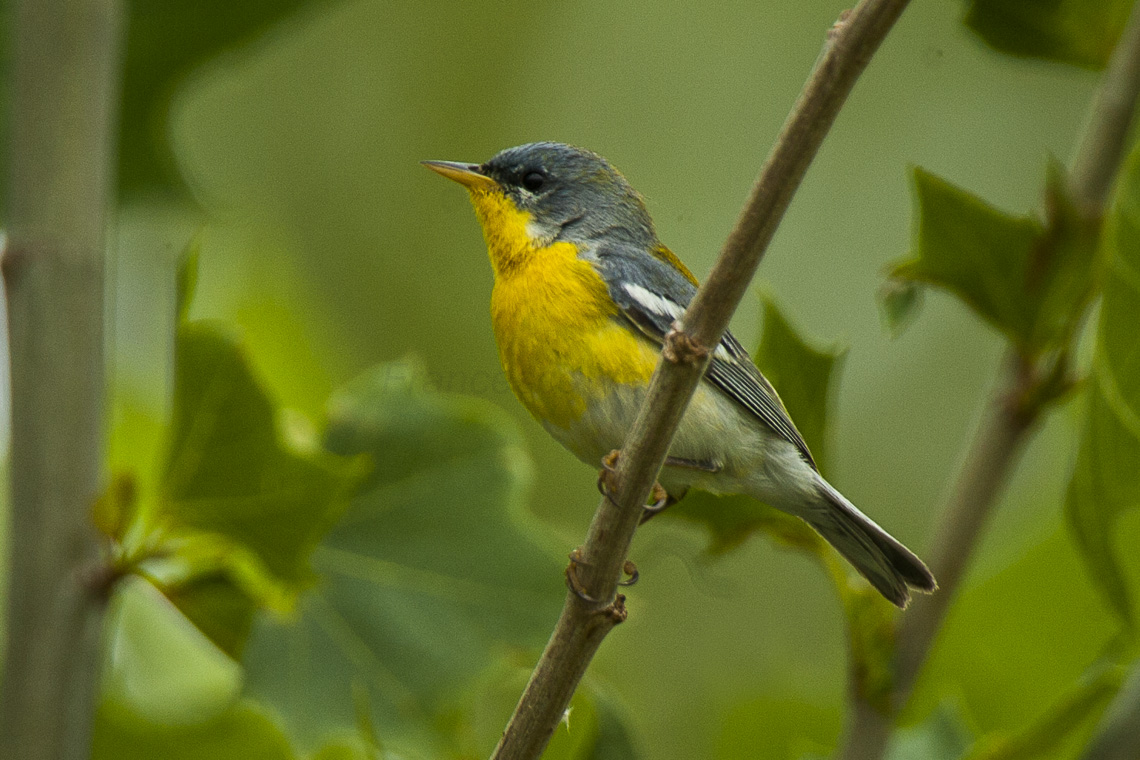

Tropikskogssångare är en aktiv fågel som håller sig i trädtaket och därmed oftare hörs än ses. Den livnär sig på insekter och andra leddjur som den plockar från lövverket. Den bygger sitt kupolformade bo i en ansamling av epifyter, som spansk mossa (Tillandsia usneoides).

## Status och hot
Tropikskogssångare har ett mycket stort utbredningsområde och beståndet uppskattas till 20 miljoner vuxna individer. Den verkar dock minska något i antal, möjligen till följd av habitatförlust. Enligt internationella naturvårdsunionen IUCN minskar den dock inte tillräckligt kraftigt för att kunna anses vara hotad, som därför listar den som livskraftig. Taxonet graysoni på Socorroön har dock ett mycket begränsat utbredningsområde, vilket gör den känslig för påverkan från invasiva arter. Populationen listas därför som nära hotad.

## Taxonomi och namn
Tropikskogssångare beskrevs taxonomiskt som art av Louis Jean Pierre Vieillot 1817. Fågelns vetenskapliga artnamn pitiayumi kommer av artens namn på guaraní, Puihtiá-yú-mí, som ordagrant betyder "liten med gult bröst".